# Samuel Capricornus
Samuel Capricornus (Zercice, cerca de Mladá Boleslav, Moravia, 21 de diciembre de 1628 - Stuttgart, Alemania, 10 de noviembre de 1665) fue un maestro de capilla y compositor checo.
De su corta vida, se sabe que ejerció de profesor y que entre sus alumnos tuvo al compositor y violinista francés, Johann Fischer (1650 - 1721), al que se tiene una pequeña lista de algunas obras que compuso.

## Obras
- Raptus Proserpina; (Stuttgart, 1662)
- Opus Aureum Missarum ad 6, 10 et 12; (Frankfurt, 1670)
- Sonus redactus cum Basso ad Organum; (Frankfurt, 1670)
- Neu-angestimante und erfreuliche Tafel_musick mit, 2, 3, 4 und 5 vokalstimmemen und Basso continuo: (Frankfurt, 1670)
- Theatri musici pars prima auctior et correctior; (Wurzburg, 1670)
- Continuiste neu-angestimante und erfrenliche Tafel-Musik: (Dillingen, 1671)